# William Osula
William Osula, né le 4 août 2003 à Aarhus au Danemark, est un footballeur danois qui évolue au poste d'avant-centre à Newcastle United.

## Biographie

### En club
Né à Aarhus au Danemark, William Osula commence le football dès l'âge de trois ans au Kjøbenhavns Boldklub jusqu'à ses douze ans, avant d'être formé par le FC Copenhague. Il y côtoie d'autres joueurs de la génération 2003 devenus professionnels comme William Bøving et Elias Jelert. Osula rejoint ensuite en 2018 l'Angleterre afin de poursuivre sa formation à Sheffield United. Le 13 juillet 2021, il signe son premier contrat professionnel avec le club.
Il joue son premier match en professionnel avec Sheffield United, le 16 mars 2022, lors d'une rencontre de championnat face au Blackpool FC. Il entre en jeu à la place de Morgan Gibbs-White et les deux équipes se neutralisent (0-0 score final).
Le 1er septembre 2022, William Osula est prêté à Derby County pour une saison. Il est toutefois rappelé de son prêt en janvier 2023.
Osula fait sa première apparition en Premier League le 12 août 2023, à l'occasion de la première journée de la saison 2023-2024 face à Crystal Palace. Il est directement titularisé et son équipe s'incline par un but à zéro,.
Le 8 août 2024, William Osula rejoint Newcastle United. Le montant du transfert est estimé à 15 millions de livres sterling.

### En sélection
En février 2022, William Osula est retenu avec l'équipe du Danemark des moins de 19 ans pour un camp d'entraînement avec cette sélection.
William Osula joue son premier match avec l'équipe du Danemark espoirs le 16 juin 2023 face à la Lituanie. Il entre en jeu et son équipe s'impose par deux buts à un.